# Onephony
Onephony（ワンフォニー）は、日本の女性アイドルグループ。サマリーエンターテインメント所属。

## 概要
元まねきケチャの深瀬美桜がプロデュースする5人組の女性アイドルアイドルグループとして、2022年に結成された。
同年12月18日にメンバー5人がお披露目されたが、2023年2月2日に新メンバーとして1名が加入し、以降6人で活動している。

## 略歴

### 2022年
- 8月9日より、深瀬美桜公式Twitterにて、自身がプロデュースする女性アイドルグループのオーディションを開催[2]。
- 11月13日、Onephony公式Twitterにて、グループ名が発表された[3]。
- 12月18日、中野ZERO小ホールにてお披露目公演を開催し、デビュー[1]。

### 2023年
- 1月27日、新メンバーとして、1名が加入することが公式Twitterにて発表された[4]。
- 2月2日、元Peel the Appleの田島櫻子が四宮櫻子に改名し、追加メンバーとして加入[5]。
- 4月17日、Onephony公式YouTubeにて、『想対論』のコール動画が公開された[6]。
- 4月19日、Onephony公式YouTubeにて、『そばにいたいな』のコール動画が公開された[7]。
- 4月22日、Onephony公式YouTubeにて、『想対論』のMusic Clipが公開された[8]。
- 4月29日、Onephony公式Twitterにて、田島櫻子が四宮櫻子から田島櫻子へ再改名したことを発表[9]。また、Onephony公式YouTubeにて、『Going My Way』のMusic Videoが公開された[10]。
- 5月31日、Onephony公式YouTubeにて、『Going My Way』のChoreography Videoが公開された[11]。
- 6月5日、Onephony公式YouTubeにて、『僕らのStory』のChoreography Videoが公開された[12]。
- 6月17日、ジルコ東京にてOnephonyデビュー半年記念公演を開催[13][14]。
- 6月18日より、サブスク解禁[13]。
- 6月22日、TOKYO IDOL FESTIVAL 2023に出場することがOnephony公式Twitterにて発表された[15][16]。
- 8月4日、TOKYO IDOL FESTIVAL 2023に出場した[17][18]。
- 8月13日、飛行船シアターにて飛行船シアター公演を開催し、12月24日に1周年記念公演を開催することがOnephony公式Twitterにて発表された[19]。
- 9月3日、Onephony公式YouTubeにて、『最高サマー!!!』のMusic Videoが公開された[20]。
- 9月10日、Onephony公式YouTubeにて、『最高サマー!!!』のDance Editが公開された[21]。
- 10月31日、Onephony公式YouTubeにて、『最高サマー!!!』のDance practiceが公開された[22]。
- 11月4日、北海きたえーるにて開催された札幌コレクション2023に出場した[23]。
- 12月24日、横浜ランドマークホールにてOnephony１周年ライブ開催。『キューピッド参上』初公開

### 2024年
- 1月31日、Onephony公式YouTubeにて、札幌コレクション2023の本番映像と舞台裏が公開された[24]。
- 2月17日、Onephonyバレンタインライブにて『Crisis Code』初披露。
- 5月12日、Onephony三大都市ツアー 〜We are Onephony〜、大阪公演にて『ウォータープルーフガール』初披露。
- 6月5日、TOKYO IDOL FESTIVAL 2024に出場することがOnephony公式Twitterにて発表。
- 6月9日、Onephony三大都市ツアー〜We are Onephony〜、名古屋公演にて『ウルトラCなラブストーリー』初披露。
- 6月18日、Onephony三大都市ツアーファイナル、東京公演（1.5周年記念公演）にて『声にならない声で叫ぶ』初披露。
- 同6月18日に2024年秋〜四大都市ツアーの開催告知。ファイナルは2024年12月18日の2周年記念公演とし、会場はZepp Shinjukuとなることが発表された。
- 8月2日、及び8月4日にTOKYO IDOL FESTIVAL 2024に出演
- 10月20日、四大都市ツアー大阪公演にて『君ラブ！♡』初披露。
- 11月3日、四大都市ツアー名古屋公演開催。
- 11月23日、四大都市ツアー福岡公演開催。
- 12月18日、四大都市ツアーファイナル東京公演（2周年記念公演）Zepp Shinjukuにて開催。新曲『冬のトライアングル』初披露。同日、深瀬美桜プロデューサーより、久保田さやかのリーダー就任が発表された。

### 2025年
- 6月1日、新曲＆新SEお披露目単独公演にて『じぶんラブ宣言』初披露。
- 6月18日、2.5周年記念公演開催。同日、全国ツアー2025発表「新潟、大阪、名古屋、千葉、埼玉、東京」ツアーファイナルの東京は12月18日に豊洲PITでグループ3周年記念公演として開催される事が発表された。
- 6月21日、沖縄コレクションオープニングアクトに出演（田島櫻子はランウェイ出演）
- 6月22日、おきなわんふぉにーにて『ナツコイライダー』初披露
- 7月20日、木月莉星の9月での卒業が発表された。
- 8月1日、及び8月3日にTOKYO IDOL FESTIVAL 2025に出演

## メンバー
| 名前                       | 生年月日      | 出身地   | 備考                        |
| -------------------------- | ------------- | -------- | --------------------------- |
| 夢乃澪 ゆめの みお         | 2003年2月5日  | 埼玉県   |                             |
| 久保田さやか くぼた さやか | 2000年1月13日 | 埼玉県   | ＊リーダー 元ラストアイドル |
| 木月莉星 きづき りせ       | 2004年9月7日  | 兵庫県   | 元 miao 2025年9月卒業予定   |
| 橘彩音 たちばな あやね     | 2002年2月1日  | 東京都   |                             |
| 田島櫻子 たじま さくらこ   | 2004年2月19日 | 神奈川県 | 元Peel the Apple            |
| 浅桜みらい あさくら みらい | 2004年3月17日 | 千葉県   |                             |

## 楽曲
- そばにいたいな *2022年12月21日
- 想対論 *2022年12月21日
- Going My Way *2022年12月21日
- ラッキーガール *2023年3月6日（OnephonyとMuMo°の合同楽曲）
- 僕らのStory　*2023年4月29日
- 最高サマー!!! *2023年9月3日
- Sugardoll *2023年10月31日
- キューピッド参上　2023年12月24日
- Crisis Code　2024年2月17日
- ウォータープルーフガール　2024年5月12日
- ウルトラCなラブストーリー　2024年6月9日
- 声にならない声で叫ぶ　2024年6月18日
- 君ラブ！♡　2024年10月20日
- 冬のトライアングル　2024年12月18日
- じぶんラブ宣言　2025年6月1日
- ナツコイライダー　2025年6月22日